# Ty Segall
Ty Segall (Laguna Beach (Californië), 8 juni 1987) is een Amerikaans indierockzanger, gitarist, multi-instrumentalist en producer. Segall speelde in meerdere groepen en maakte tot 2018 tien solo-albums.

## Biografie
Ty Segall werd geboren in Laguna Beach in Californië. Hij werd er geadopteerd door een kunstenares en een advocaat. Als tiener hield hij zich vooral bezig met surfen, maar rond zijn elf of twaalf jaar leerde hij drummen en op zijn vijftiende leerde hij gitaar spelen. Toen een meisje uit de buurt verhuisde en hem een verzameling platen van Black Sabbath en Alice Cooper naliet, begon muziek een centrale plaats in zijn leven in te nemen. Geïnspireerd door deze muziek richtte hij met enkele schoolkameraden zijn eerste groep op: Epsilons. Na zijn middelbare studies behaalde hij een bachelor-diploma in de "Media studies" aan de Universiteit van San Francisco. Na zijn afstuderen ging hij gedurende acht maanden aan de slag met het maken van kweekboxen voor cannabisplanten, waarna hij zich volledig op de muziek zou toeleggen.

## Muziek
Ty Segall speelde aanvankelijk in verschillende groepjes als Epsilons, The Traditional Fools, Party Fowl, The Perverts, Sic Alps en The Togas, aanleunend bij de grunge, garagerock en punk. Zijn solocarrière begon in 2008 op een eerder toevallige wijze. The Traditional Fools waren geboekt voor een optreden, doch geen van de andere leden waren die avond beschikbaar. Segall trad dan maar alleen op met zijn gitaar, kickdrum en tamboerijn. Er volgden meer van dergelijke optredens. Hij werd opgemerkt door John Dwyer van Thee Oh Sees, die meteen de eerste plaat van Segall uitbracht op zijn platenlabel Castle Face Records. Sindsdien brengt Ty Segall met de regelmaat van de klok albums uit. In 2018 verscheen zijn tiende solo-album: "Freedom's Goblin".
Tussendoor speelde en speelt Segall nog bij meerdere nevenprojecten zoals de Ty Segall Band, waarmee hij in 2012 een album uitbracht en Fuzz, waarbij hij drumde.
- International Standard Name Identifier: 0000 0001 3946 4644
- Library of Congress Control Number: no2011140729
- MusicBrainz: 07a17571-81fc-4cf8-a634-98f0d926d313
- Système universitaire de documentation: 184400856
- Virtual International Authority File: 174097741
- WorldCat: E39PBJqbrpXpcfHXTVGqkkyWXd